# Blue Phoenix
Die Blue Phoenix sind das Kunstflugteam der Royal Thai Air Force. Sie verwenden fünf blau, weiß und rot lackierte Pilatus PC-9 Flugzeuge, die alle mit weißen Rauchgeneratoren ausgestattet sind. Das Team ist ein Teil der Flugschule des RTAF Squadron auf der Royal Thai Air Force Base im Landkreis Kamphaeng Saen der Provinz Nakhon Pathom. Die Piloten des Teams sind auch Ausbildner auf dieser Basis. Blue Phoenix sind Erben der Kunstflugstaffel der RTAF Flugschule namens „Sean Mueang“, die vor einigen Jahrzehnten aufgelöst wurde. Sie verwenden darum auch den Namen des unsterblichen Vogel Phönix, um an den Geist der Royal Thai Air Force zu erinnern. Es ist auch ein Symbol für die Wiedergeburt der Kunstflugstaffel „Sean Mueang“ der RTAF.
Das Team wurde im Anfang 2012 gegründet, um den 100. Jahrestag der  thailändischen Luftfahrt zu feiern. Das Team machte seinen ersten öffentlichen Auftritt am Kindertag 2012 auf der Don Mueang Air Base. Weitere Vorführungen waren im April und Juni, aber die Hauptshow war am 2. Juli auf dieser Air Base zur Erinnerung der Gründerväter der Royal Thai Air Force. Am 27. März 2012  flogen sie als Teil der Eröffnungsveranstaltung des 100. Jahrestages der Royal Thai Air Force. Danach machten sie eine Tour nach Chiang Mai, Udon Thani und Bangkok.
Blue Phoenix wird voraussichtlich jedes Jahr jeden zweiten Samstag im Januar in Don Mueang und Kamphaeng Saen eine Vorführung zugunsten des Tages der Kinder durchführen.